# 日本三菱、松昌洋行秦皇岛办事处及开滦矿务局办公楼
日本三菱、松昌洋行秦皇岛办事处及开滦矿务局办公楼，位于河北省秦皇岛市海港区南山，属于全国重点文物保护单位“秦皇岛港口近代建筑群”。

## 简介
日本三菱、松昌洋行秦皇岛办事处及开滦矿务局办公楼是砖木结构，建筑面积292.6平方米。1918年，随着中日贸易增加，日本三菱洋行、松昌洋行在秦皇岛南山租开滦3亩土地设办事处，经销开滦煤矿煤炭，办理银行业务。1930年，洋行将此处房屋转给开滦作为经理办公室。2010年代，正由中国外轮理货总公司秦皇岛分公司作为办公使用。
2008年，“日本三菱、松昌洋行秦皇岛办事处及开滦矿务局办公楼”作为“秦皇岛港口近代建筑群”组成部分被公布为河北省文物保护单位。2013年，作为“秦皇岛港口近代建筑群”组成部分被公布为第七批全国重点文物保护单位。